# Jomoro
Le district de Jomoro est l’un des 18 districts de la Région Occidentale (Ghana). Ce district, frontalier de la Côte d'Ivoire, recouvre l'extrémité ouest de la côte de l'état. Son chef-lieu est Awiane (Half Assini).